# لی جیامان
لی جیامان (انگلیسی: Li Jiaman; ۱۸ اوت ۱۹۹۷ ) کماندار اهل چین است.
وی در مسابقات کشوری و بین‌المللی در مجموع برندهٔ ۲ مدال طلا، ۲ مدال نقره، ۱ مدال برنز شده است.